# The Legend of Zelda: A Link Between Worlds
The Legend of Zelda: A Link Between Worlds (ゼルダの伝説 神々のトライフォース2 Zeruda no Densetsu: Kamigami no Toraifōsu Tsū?, bokstavligen "Legenden om Zelda: Gudarnas trekraft 2") är ett action-äventyr till Nintendo 3DS. Det är en uppföljare till A Link to the Past, och utspelar sig i samma värld men har en ny handling och nya dungeons. 
Spelet utannonserades den 17 april 2013 och släpptes i november samma år i Europa, Nordamerika och Australien samt i december 2013 i Japan.

## Handling
Enligt den officiella Zelda-tidslinjen utspelar sig A Link Between Worlds mellan Link's Awakening och The Legend of Zelda, och alltså efter A Link to the Past, spelets riktiga föregångare. Det utspelar sig också i samma värld som i A Link to the Past, men vissa förändringar i övervärlden har gjorts, och tidsmässigt utspelar det sig över 100 år efter händelserna i föregångaren. Link arbetar hos Hyrules smed och får i uppdrag att leverera ett svärd till en kapten. Link går då till Sanctuary, en kyrkliknande byggnad, där kaptenen befinner sig. Innanför dörrarna väntar dock en annan varelse, nämligen Yuga, en ond trollkarl som med sin stav fängslar människor i tavlor. Yuga är på jakt efter att fånga de sju vise (sages), en av dem är 
Seres, kyrkans prästs dotter. Yuga är också på jakt efter Hyrules övervakare och prinsessa, Zelda. Link måste då hitta tre medaljer som representerar varje del av Trekraften, vishet, makt och mod, för att kunna dra Mästersvärdet från dess piedestal. Link far sedan till Hyrule Castle som övertagits av Yuga och hans soldater. Yuga har fångat alla de vise - frågan är bara om han hinner ta Zelda innan allt är för sent.

## Musik
De flesta av musikspåren i A Link Between Worlds är nytappningar av gamla låtar från A Link to the Past. Även några av de gamla ljudeffekterna har återanvänts i spelet.

## Utveckling

### Nintendo Direct 17 april 2013
Den 17 april 2013 under Nintendo Direct utannonserades ett nytt Zelda-spel som ska släppas till Nintendo 3DS i slutet av 2013. Då visades en trailer där man fick se att spelet utspelar sig från ett klassiskt top-down-perspektiv, som att spelaren tittar ner på miljön i spelet, sett i spel som bl.a. det första The Legend of Zelda och Link's Awakening m.fl. spel. I trailern sågs även att Link kan förvandlas till en väggmålning och på så sätt gå längs väggar och komma till rum tidigare omöjliga att nå. När Link förvandlas till en teckning zoomar spelet in och visar ett 3D-perspektiv. Fans valde att kalla spelet för "A Link to the Past 2" eftersom det även avslöjades att det nya spelet är en uppföljare av SNES-spelet A Link to the Past och eftersom den japanska titeln är samma som för A Link to the Past, fast med en tillagd 2:a.

### E3 2013
Den 11 juni 2013 avslöjades det officiella namnet under Nintendo Direct, presskonferensen som Nintendo höll under E3-mässan. Det nämndes inte i presskonferensen, men i slutet av videon visade Satoru Iwata runt på Nintendos E3-bås där man kunde spela många framtida spel, och på en skylt kunde man se en logo där det stod The Legend of Zelda: A Link Between Worlds. Efter presskonferensen lade Nintendo ut en ny trailer där man även fick se det nya namnet på spelet.

## Utmärkelser
WatchMojo.com placerade A Link Between Worlds på plats 4 på deras lista "Top 10 Legend of Zelda Games".
Popkorn.nu placerade A Link Between Worlds på första plats på deras lista "Topp-10: Nintendo 3DS-spel".